# Wilfried Sanou
Wilfried Sanou (n. Bobo-Dioulasso, Burkina Faso; 16 de marzo de 1984) es un futbolista de Burkina Faso que se desempeña como delantero.

## Clubes
| Club               | País     | Año         |
| ------------------ | -------- | ----------- |
| WSG Wattens        | Austria  | 2001 - 2002 |
| FC Tirol Innsbruck | Austria  | 2002        |
| FC Sion            | Suiza    | 2002 - 2003 |
| SC Friburgo        | Alemania | 2003 - 2008 |
| Colonia            | Alemania | 2008 - 2010 |
| Urawa Red Diamonds | Japón    | 2010        |
| 1. FC Köln         | Alemania | 2011        |
| Kyoto Sanga FC     | Japón    | 2012 -      |